# Punisches Mausohr

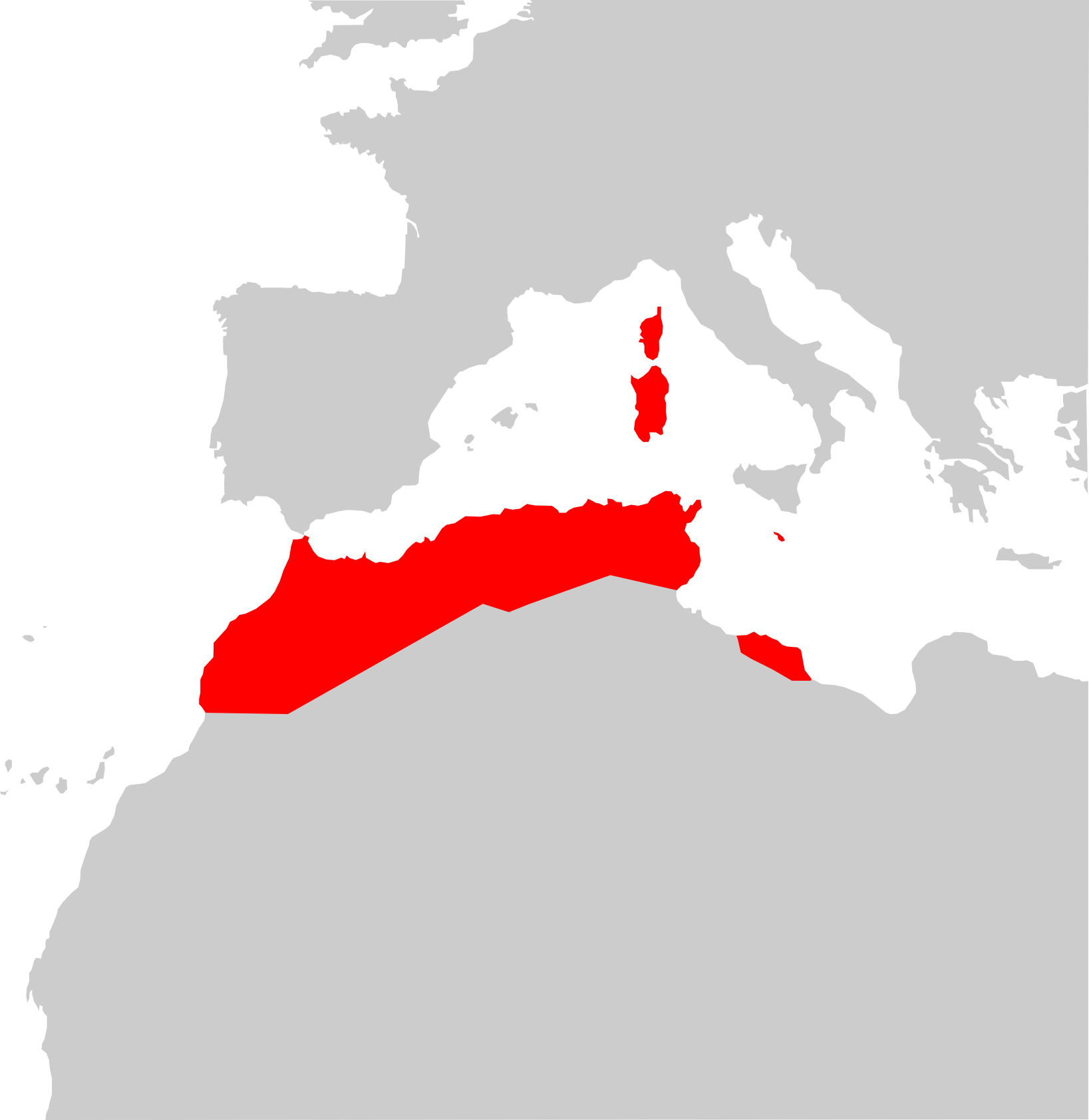
Verbreitungsgebiet des Punischen Mausohrs

Das Punische Mausohr (Myotis punicus) ist eine Fledermaus in der Gattung der Mausohren, die im Mittelmeerraum verbreitet ist. Das Taxon wurde bei seiner Erstbeschreibung als Unterart des Kleinen Mausohrs (Myotis blythii) geführt. Eine Studie von 2001 stellte fest, dass die Art keine gemeinsame Entwicklungslinie mit dem Kleinen Mausohr und dem Großen Mausohr (Myotis myotis) bildet. Sie wird jedoch zur Untergattung Myotis gezählt.

## Merkmale
Mit einer Kopf-Rumpf-Länge von 67 bis 79 mm, einer Unterarmlänge von 54 bis 64 mm, einer Flügelspannweite von 350 bis 410 mm und einem Gewicht von 19 bis 25 g entspricht die Art etwa dem Großen Mausohr in der Größe. Die Länge der Ohren beträgt 26 bis 29 mm. Während das flauschige Fell der Oberseite dunkelbraun bis grau gefärbt ist, kommt auf der Unterseite deutlich hellbrauneres bis weißes Fell vor. Die auffällig langen Ohren sind mit einem gefärbten Tragus ausgestattet, dem anders als beim Kleinen Mausohr ein dunkler Fleck an der Spitze fehlt. In anderen Kennzeichen ähnelt das Punische Mausohr eher dem Kleinen Mausohr. Der dritte Prämolar im Oberkiefer steht leicht außerhalb der Zahnreihe.

## Verbreitung
Das Punische Mausohr lebt im Nordwesten Afrikas in Marokko, Algerien und Tunesien sowie auf den Inseln Korsika, Malta und Sardinien. Zusätzlich gibt es eine disjunkte Population im Umfeld von Tripolis in Libyen. Diese Fledermaus jagt in Waldlichtungen und an Waldrändern, über Wiesen und Feldern sowie in Halbwüsten. Sie erreicht in Gebirgen 1200 Meter Höhe.

## Lebensweise
Die Exemplare nutzen Höhlen, Tunnel, Bergwerke, Gebäude sowie Mauerspalten in Brücken als Unterschlupf. Während der Paarungszeit im Spätsommer verteidigt jedes Männchen sein Versteck und die in der Nähe wohnenden Weibchen gegen andere Männchen. Danach suchen die Weibchen Höhlen oder Bergbaustollen auf, in denen sie sich getrennt von den Männchen auf die Geburt der Nachkommen vorbereiten. Diese Kolonien können aus mehreren hundert oder tausend Mitgliedern bestehen. Die Männchen wandern zu Verstecken für den Winterschlaf, die gelegentlich in einem anderen Bereich derselben Höhle liegen. Diese Wanderungen sind, soweit bekannt, nicht länger als 22 Kilometer. Deswegen erfolgt kein genetischer Austausch zwischen den europäischen und den afrikanischen Populationen. Auf Korsika wurde in den Verstecken im Winter eine Temperatur zwischen 4 und 9 °C registriert und die Sommertemperaturen betrugen 10 bis 28 °C. In den Höhlen ruht das Punische Mausohr oft zusammen mit anderen Fledermäusen, wie Hufeisennasen, der Langflügelfledermaus oder der Langfußfledermaus.
Das Punische Mausohr jagt vorwiegend Grashüpfer, Laubheuschrecken, Echte Grillen, Käfer und Echte Motten. Weiterhin zählen Zweiflügler, Rundkopfzikaden und Spinnen zur Beute. Die Exemplare sammeln ihre Nahrung bevorzugt im Tiefflug von der bodennahen Vegetation. Ist das nicht möglich, fangen sie fliegende Insekten. Bei den Rufen zur Echoortung sinkt die Frequenz von einem Startwert bei 90 bis 80 kHz auf 30 bis 20 kHz ab. Die größte Intensität wird bei etwa 30 kHz erreicht.
Nach der Paarung wird die männliche Samenflüssigkeit in den weiblichen Fortpflanzungsorganen bis zum nächsten Frühjahr aufbewahrt. Die eigentliche Trächtigkeit dauert von März bis April oder Mai. Neugeborene Weibchen können sich schon im folgenden Spätsommer paaren. Die ältesten Exemplare wurden fast sechs Jahre alt.

## Gefährdung
Im afrikanischen Teil des Verbreitungsgebiets stellen angelegte Brände und Störungen an den Ruheplätzen eine Bedrohung für den Bestand dar. Einige Exemplare werden zur Verwendung in der traditionellen Medizin gefangen. Die Größe der Gesamtpopulation ist nicht bekannt, wird jedoch auf mehr als 10.000 Exemplare geschätzt. Die IUCN listet die Art aufgrund unklarer Entwicklung der Population mit unzureichende Datenlage (data deficient).